# Islandia en los Juegos Paralímpicos de Pekín 2022
Islandia estuvo representada en los Juegos Paralímpicos de Pekín 2022 por un deportista masculino. El equipo paralímpico islandés no obtuvo ninguna medalla en estos Juegos.